# Sobibor - La grande fuga
Sobibor - La grande fuga è un film del 2018 diretto da Konstantin Jur'evič Chabenskij.
Il soggetto del film, ambientato durante la seconda guerra mondiale, è basato sul libro Aleksandr Pečerskij: proryv v bessmertie dello scrittore Il'ja Vasil'ev.

## Trama
Nel campo di sterminio di Sobibór, nella Polonia invasa dai tedeschi, è in atto la soluzione finale della questione ebraica, con lo sterminio di centinaia di migliaia di persone che hanno una sola colpa agli occhi degli sterminatori: quella di essere ebrei. Nell'ottobre del 1943, i prigionieri organizzarono una vera e propria rivolta, con trecento di essi che, dopo aver ucciso dodici ufficiali delle SS, riuscirono ad evadere, nonostante le guardie ed i campi minati. Alla fine del conflitto i sopravvissuti furono solo una cinquantina, compreso Aleksandr Aronovič Pečerskij, l'ufficiale sovietico che guidò la rivolta.

## Distribuzione
In Italia, il film non è passato dalle sale cinematografiche. Il 7 febbraio 2021 è stato trasmesso in prima visione TV su Rete 4, ottenendo 824.000 spettatori pari al 3,5% di share.

Dal 2019, è reperibile in DVD.

## Inesattezze storiche
Pečerskij fu catturato dai tedeschi nell'ottobre 1941, non nel 1943. Sobibor fu il luogo di una delle due (non le uniche) rivolte di successo da parte dei prigionieri ebrei del Sonderkommando durante l'operazione Reinhard. La rivolta nel campo di sterminio di Treblinka del 2 agosto 1943 provocò fino a cento fuggitivi.
Ci sono diverse inesattezze riguardo al luogo e alla causa della morte dei membri delle SS-Totenkopfverbände uccisi nella rivolta.
- L'Untersturmführer Johann Niemann non è stato ucciso nell'armeria del campo come mostrato nel film, ma nel laboratorio del sarto. Un'altra inesattezza su Niemann riguarda il suo grado. Nel film Niemann è classificato come Oberscharführer, tuttavia il suo vero grado dovrebbe essere quello di Untersturmführer.
- L'Unterscharführer Walter "Ryba" Hochberg è indicato come "Berg" nel film, seguendo il ricordo errato di Pechersky. La morte di Hochberg avvenne nel garage del campo, non nella sartoria.
- L'Oberscharführer Karl Frenzel non fu ferito durante la rivolta.
- Ci sono anche inesattezze nelle decorazioni che Frenzel indossa: la sua uniforme mostra la Croce di Ferro di 1ª Classe del 1914 e il nastro per l'assegnazione di seconda classe della stessa decorazione, così come il nastro per la Croce d'onore della guerra mondiale. In alcune scene indossa anche la Croce del Baltico, una decorazione non ufficiale dei Freikorps. Il vero Frenzel è nato nel 1911, quindi non ha potuto guadagnare nessuna di queste decorazioni.
- Le camere a gas del campo non erano parzialmente sotterranee come raffigurato, né c'erano crematori costruiti come ad Auschwitz-Birkenau. I corpi furono rimossi e sepolti o bruciati su pire a cielo aperto. Il tubo che conduceva il gas alla camera non era sotterraneo, ma aveva un percorso recintato all'aperto, coperto di rami. Anche Leon Feldhendler non morì durante la fuga.